# Lachnocnema rectifascia
Lachnocnema rectifascia är en fjärilsart som beskrevs av Gustaaf Hulstaert 1924. Lachnocnema rectifascia ingår i släktet Lachnocnema och familjen juvelvingar. Inga underarter finns listade i Catalogue of Life.